# ハーシェル・ゴードン・ルイス
ハーシェル・ゴードン・ルイス（Herschell Gordon Lewis、ペンシルベニア州ピッツバーグ出身、1926年6月15日 - 2016年9月26日）は、アメリカ合衆国の映画監督。

## 人物
ホラー映画のサブジャンルであるスプラッター映画で最も有名である。「ゴア（Gore - 流血・血糊）のゴッドファーザー」と呼ばれるが、彼のエクスプロイテーション映画作品には、非行少年映画、田舎が主題のコメディ、ヌーディー・キューティー、2本の子供向け映画さえ含まれる。

## 来歴

### 初期
ルイスは当初、映画『Prime Time 』(1960年) で製作者としてこの世界に飛び込んだ。これは1910年代後期以来、シカゴで製作された最初の公開作品だった。彼はそれ以来、自分の関わった映画のほぼ全作品の監督を務めている。
ルイスと伝説的なエクスプロイテーション映画製作者、デイヴィッド・F・フリードマンとの一連の共同製作映画の1作目は、ヒュー・ヘフナーとPLAYBOYの始まりを描いた『Living Venus 』(1961年) である。2人は1960年代初期にエロティックな映画を製作し続けた。これらの映画は各々の経歴を活かした綿密な打ち合わせの下に企画され、専ら利益を上げる意図のみで製作された。これらのヌード映画の代表的な作品が、スクリューボール・コメディ『B-O-I-N-G! 』(1963年) と『Adventures of Lucky Pierre 』(1961年)で、わずか7,500ドルの制作費で、コンビに興行的な大成功をもたらした。当時はまだ映画での性的描写の規制が厳しく、ルイスとフリードマンの初期の仕事の大半は、「最初の（そして今のところ唯一の）ヌーディストのミュージカル」が謳い文句であった『Goldilocks and The Three Bares 』(1963年) のようなヌーディスト映画から成っていた。

### スプラッター
ヌード市場が衰退し始めたのに伴い、ルイスとフリードマンは1963年に先駆的映画『血の祝祭日 (Blood Feast) 』で未知の領域を開拓した。この作品は最初の「ゴア（スプラッター）」映画であると、大部分の批評家によって認識されている。この種の映画は先例がなかったため、彼らはこれまでのエロティック映画では敬遠されていた、ドライブインシアター市場の需要に応えることができた。『2000人の狂人 (Two Thousand Maniacs!) 』(1964年) と『カラー・ミー・ブラッド・レッド (Color Me Blood Red) 』(1965年) は同じ手法で製作された。これらの映画で表現されたフルカラーの流血は、マンネリ化したショッキングな視覚効果で飽和状態であった、ホラー映画製作者たちにセンセーションを引き起した。
ルイスは『カラー・ミー・ブラッド・レッド』までの3本で、いったんフリードマンとのコンビを解消したが、スプラッター映画の製作は1970年代まで続けた。ルイスの次のスプラッター映画は、ほぼ2時間という比較的長い上映時間のために、しばしば「ゴア版の『風と共に去りぬ』」と呼ばれる、1967年の『Taste of Blood 』まで待たれた。続く『悪魔のかつら屋 (Gruesome Twosome) 』(1967年) は更にこの路線を過激に押し進めた作品となり、それは犠牲者の1人の頭皮を電動カービングナイフで剥ぐ場面が象徴している。ルイスの第3期スプラッターは、ジャンルをさらに狂暴で衝撃的な領域に押し進めた。『血の魔術師 (The Wizard of Gore) 』(1970年) には、お定まりの情け容赦ない手口で協力者の手足を切断する、ステージ・マジシャンが登場する。1973年までにルイスのスプラッターへのアプローチは限界に達し、それ自体を風刺し始めるようになった。これが『ゴア・ゴア・ガールズ (Gore-Gore Girls) 』(トップレス・クラブの店主役でのヘニー・ヤングマン (Henny Youngman) の出演を呼び物とした) 以降、彼が映画から半ば身を引いた理由である。彼はコピーライターとダイレクトマーケティング（これに関しては1980年代に著書を数冊出している）の仕事をするため、映画界を去る決意をする。ルイスはオリジナルビデオ『ブラッド・フィースト 血の祝祭日2 (Blood Feast 2: All U Can Eat) 』の監督として、2002年に映画界に復帰した。

### セクスプロイテーション
60年代の終わり頃、ルイスはかなり規制が緩やかになったセクスプロイテーションの世界に戻った。それらの映画は世に知られることもなく、直ぐに忘れ去られた。ルイスの1972年の映画『Black Love 』は出演者全てがアフリカ系アメリカ人というエロティック映画であったが、完全に紛失した。また、やはり紛失したと伝えられる2本のヌード映画『Ecstasies of Women 』(1969年) と『Linda and Abilene 』(1969年) は、マンソン・ファミリーが居住する、ほんの数ヵ月前のスパーン牧場で撮影されたことで有名なレズビアン・ウェスタンである。『Year Of The Yahoo! 』(1972年) も紛失したと考えられていたが、現在完全なプリントが密造酒を扱った流血映画『This Stuff'll Kill Ya! 』(1971年) とカップリングでDVD化されている。

### その他のジャンル
悪名高いスプラッター映画以外にも、ルイスは60年代にあらゆるジャンルのエクスプロイテーション映画を撮っている。彼が開拓した、より禁忌なテーマの映画には、少年犯罪を扱った『Just For The Hell Of It 』(1968年)、スワッピングを描いた『Suburban Roulette 』(1968年)、音楽業界の腐敗を取り上げた『Blast-Off Girls 』(1967年)、避妊をテーマとした『The Girl, the Body, and the Pill 』(1967年) などがある。彼は子供向けの市場も開拓した。1966年の『Jimmy, the Boy Wonder 』と1967年の『The Magic Land of Mother Goose 』は外国の長編漫画の内容を水増しして作られた。

### ビジネスセンス
低予算にもかかわらず、ルイスは常に臨機応変な仕事をした。彼は未完成映画の権利を買い取り、自ら完成させ『モンスター・ア・ゴーゴー (Monster A Go-Go) 』(1965年) と改題した。長年を経た後、この映画はテレビ番組『Mystery Science Theater 3000 』で放映され、評判となった。同じ手法で彼は『The Vortex 』という未完成心理劇映画を『Stick It In Your Ear 』(1970年) として『血の魔術師』と抱き合わせで公開した。この取り組み方は、ルイスの抜け目のないビジネスの才覚を示している。双方の映画に対する権利を所有することによって、当時は興行収益を誤摩化すことが多かった劇場側に、売上げをだまし取られずにすむということを知っていたのである。

## 近年の活動
2006年、ルイスはPolly Staffleの栄誉殿堂入りを果たした。また2004年のホラー・コメディ映画『Chainsaw Sally 』にカメオ出演し、ジョニー・マーティン・ウォルターズの長編劇画「American Carnevil」の1エピソードに登場した。
『血の魔術師』は、2007年の映画『JUNO/ジュノ』でジェイソン・ベイトマンが演じたマークのお気に入りの映画と設定されている。
2016年9月26日に逝去。87歳没。広報担当によると就寝中に息を引き取ったとみられており、死因は公表されていない。

## 主な作品
| 年   | 邦題 原題                                                     | 役名                                 | 備考                                |
| ---- | ------------------------------------------------------------- | ------------------------------------ | ----------------------------------- |
| 1961 | The Adventures of Lucky Pierre                                |                                      | Lewis H. Gordon名義                 |
| 1962 | Living Venus                                                  |                                      |                                     |
| 1962 | Daughter of the Sun                                           |                                      | Lewis H. Gordon名義                 |
| 1963 | Bell, Bare and Beautiful                                      |                                      | Lewis H. Gordon名義                 |
| 1963 | Boin-n-g!                                                     |                                      | Lewis H. Gordon名義                 |
| 1963 | 血の祝祭日 Blood Feast                                        | ラジオアナウンサー                   |                                     |
| 1963 | Goldilocks and the Three Bares                                |                                      | Lewis H. Gordon名義                 |
| 1963 | スカム・オブ・ジ・アース Scum of the Earth!                   | ナレーター                           | Lewis H. Gordon名義                 |
| 1964 | 2000人の狂人 Two Thousand Maniacs!                            |                                      | sings the title song                |
| 1964 | Moonshine Mountain                                            |                                      |                                     |
| 1965 | Sin, Suffer and Repent                                        |                                      | documentary/informercial; lost film |
| 1965 | モンスター・ア・ゴーゴー Monster a Go-Go                      | ラジオアナウンサー                   | ノンクレジット 兼 監督              |
| 1965 | カラー・ミー・ブラッド・レッド Color Me Blood Red             |                                      |                                     |
| 1966 | Jimmy, the Boy Wonder                                         | ナレーター                           |                                     |
| 1967 | The Magic Land of Mother Goose                                |                                      | filmed stage play                   |
| 1967 | A Taste of Blood                                              | ライミー・シーマン                   |                                     |
| 1967 | 悪魔のかつら屋 The Gruesome Twosome                           | ラジオアナウンサー                   |                                     |
| 1967 | Something Weird                                               | ナレーター                           |                                     |
| 1967 | The Girl, the Body, and the Pill                              |                                      |                                     |
| 1967 | Blast-Off Girls                                               |                                      |                                     |
| 1967 | An Eye for an Eye                                             |                                      | never completed                     |
| 1968 | シー・デビルズ・オン・ホイールズ She-Devils on Wheels         |                                      |                                     |
| 1968 | The Alley Tramp                                               | ジーン・スタリオン, ラジオリポーター | Armand Parys名義                    |
| 1968 | 悦楽集団 Just for the Hell of It                              |                                      |                                     |
| 1968 | How to Make a Doll                                            |                                      |                                     |
| 1968 | Suburban Roulette                                             |                                      |                                     |
| 1969 | The Ecstasies of Women                                        |                                      | Mark Hansen名義                     |
| 1969 | Linda and Abilene                                             |                                      | Mark Hansen名義                     |
| 1970 | Miss Nymphet's Zap-In                                         |                                      | Sheldon Seymour名義                 |
| 1970 | 血の魔術師 The Wizard of Gore                                 |                                      |                                     |
| 1971 | This Stuff'll Kill Ya!                                        |                                      |                                     |
| 1972 | Black Love                                                    |                                      | ポルノ映画; R.L. Smith名義          |
| 1972 | Year of the Yahoo!                                            |                                      |                                     |
| 1972 | ゴア・ゴア・ガールズ The Gore Gore Girls                      |                                      |                                     |
| 2002 | ブラッド・フィースト 血の祝祭日2 Blood Feast 2: All U Can Eat |                                      |                                     |
| 2008 | Smash Cut                                                     | フレッド・サンディ                   |                                     |
| 2009 | The Uh-Oh! Show                                               | ハーシェルおじさん / ナレーター      |                                     |
| 2015 | B-Documentary                                                 | 本人役                               |                                     |
| 2017 | Herschell Gordon Lewis' BloodMania                            |                                      |                                     |

## 関連文献
- ハーシェル・ゴードン・ルイスの映画紹介（英語）
- brightlightsfilm.com（インタビュー）（英語）
- horrorgarage.com（インタビュー）（英語）
- greencine.com（インタビュー）（英語）